# Maschinenkarabiner 42(H)
El Maschinenkarabiner 42 (H) o MKb 42 (H) (lit. carabina ametralladora Modelo 1942 Haenel) fue uno de los primeros fusiles de asalto alemanes, diseñado en 1940-1941 por Hugo Schmeisser, quien trabajaba para la C. G. Haenel Waffen und Fahrradfabrik durante la Segunda Guerra Mundial. El fusil, junto con el menos exitoso Maschinenkarabiner 42 (W) diseñado por Walther Waffenfabrik AG, fueron predecesores del Sturmgewehr 44 (o fusil de asalto StG 44).

## Historia
Ya en 1918, el Ejército Alemán comenzó a estudiar la viabilidad de una munición intermedia y un correspondiente fusil. Sin embargo, una combinación de ortodoxia militar, fondos limitados y las restricciones al desarrollo de armas impuestas en el Tratado de Versalles llevaron a Alemania a adoptar en junio de 1935 el Karabiner 98k de Mauser. A partir de 1939, el Ejército alemán elaboró informes de combate que fueron analizados para determinar las condiciones de combate y las tendencias tácticas, con el fin de desarrollar nuevas tácticas y equipos. Una de las conclusiones fue que el cartucho de fusil existente, de calibre 7,92 x 57 mm, era más potente y tenía más alcance de lo que se necesitaba en realidad. Dado que la mayoría de los combates tenía lugar a distancias inferiores a 400 m, se podría usar un cartucho menos potente, lo que significaría que un soldado podría llevar más municiones, y que el arma podría ser más corta, más liviana, con menos retroceso y automática. Los subfusiles habían existido desde la Primera Guerra Mundial, pero usaban munición de pistola y carecían tanto del alcance como de la precisión que precisaba el Ejército alemán. Se necesitaba un nuevo cartucho intermedio, dando lugar al desarrollo del 7,92 × 33 mm Kurz para cubrir esta necesidad. La especificación requería una nueva arma que fuera más grande que un subfusil, más precisa, de mayor alcance y más maniobrable que un fusil de tamaño completo.
Se emitieron contratos para armas que disparaban el cartucho 7,92 × 33 mm Kurz, tanto para Haenel como para Walther, a quienes se les pidió que presentaran prototipos de armas con el nombre de Machinenkarabiner 1942. Las letras «(H)» y «(W)» en sus designaciones se referían a la primera inicial de cada fabricante de armas, Haenel y Walther respectivamente, para diferenciarlos. En diciembre de 1940, un fusil prototipo de Haenel y uno de Walther fueron probados por el HWA en Kummersdorf. Tuvieron múltiples fallas de funcionamiento, varios cañones abultados, y uno de éstos tuvo una falla grave. Los evaluadores culparon de los resultados a las municiones de mala calidad. En febrero de 1942, se ordenaron 10 millones de cartuchos de 7,92 mm para pruebas de campo. El 9 de julio de 1942 se realizaron pruebas de campo y comparativas con la munición y el fusil Haenel MKb 42 (H). Se efectuaron 3.654 disparos; se rompieron 11 vainas, 67 disparos fueron fallidos (56 de estos disparados en el segundo intento) y muchos otros disparos presentaron la traba de la pipa. Las fallas se atribuyeron a que el fusil estaba en la etapa de prototipo.

## Diseño
El prototipo original del diseño de Haenel, el MKb 42 (H), disparaba desde un cerrojo abierto y la percusión era por percutor lanzado. El armazón superior y la carcasa del gatillo con empuñadura de pistola estaban hechos de chapa estampada, que se unían al cañón mediante una bisagra, lo que permitía que el arma se abriera para un rápido desmontaje y limpieza. El diseño de Haenel demostró ser superior al MKb 42 (W) de Walther, y el ejército le pidió a Haenel otra versión que incorpore una lista de cambios menores, designada MKb 42 (H). Uno de esos cambios era incluir tetones para montar una bayoneta estándar, otro era cambiar el paso del estriado.
Un lote de producción de estas versiones modificadas se envió para pruebas de campo en noviembre de 1942, y los usuarios lo apreciaron con algunas reservas. Otro conjunto de modificaciones agregó una cubierta con bisagras sobre la ventana de expulsión para evitar la entrada de tierra y suciedad, y rieles para montar una mira telescópica. El MKb 42 (H) se utilizó principalmente en el Frente Oriental. Según el relato de un soldado, el arma entró en acción tan pronto como abril de 1942, cuando 35 de los 50 prototipos que existían entonces fueron lanzados en paracaídas en la Bolsa de Kholm.
En última instancia, se recomendó que se cambie el sistema de percusión por uno a martillo, operando desde un cerrojo cerrado, similar al diseño de Walther. La cámara de expansión de gas sobre el cañón se consideró innecesaria y se eliminó de los diseños sucesivos, al igual que el tetón para bayoneta debajo del cañón. El fusil modificado fue bautizado como MP 43 y finalmente condujo al StG 44.
En marzo de 1943, se aceptaron para el servicio 2.734 unidades del MKb 42 (H), seguidos de 2.179 unidades solo en abril y otras 3.044 en mayo; estos números se correlacionan bien con las estimaciones de Haenel para estos meses (2.000 y 3.000 respectivamente). Además, Haenel estimó que se fabricaron 3.000 en junio y 1.000 en julio, lo que da como resultado una estimación alta de 12.000 unidades para el MKb 42 (H). Sin embargo, las cifras de producción de Haenel desde junio de 1943 en adelante no diferencian entre los últimos lotes de MKb 42 (H) y los primeros lotes de MP 43/1.